# Wostotschno-Sibirskaja schelesnaja doroga

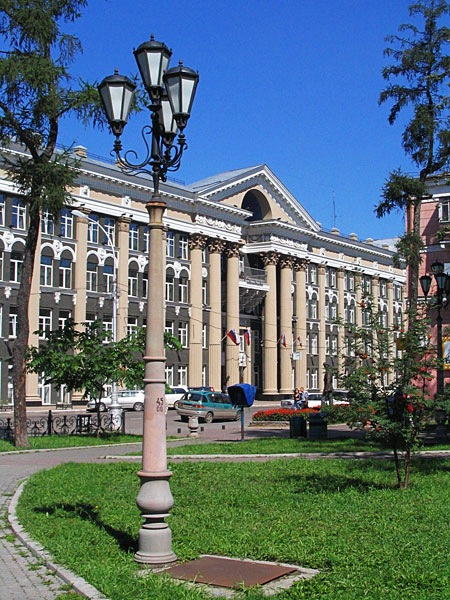
Verwaltungsgebäude der Ostsibirischen Eisenbahn in Irkutsk

Die Ostsibirische Eisenbahn (russisch Восточно-Сиби́рская желе́зная доро́га/Wostotschno-Sibirskaja schelesnaja doroga) ist eine eisenbahnbetrieblich selbständige Filiale der Russischen Eisenbahnen (RŽD), hervorgegangen aus der gleichnamigen Regionaldirektion der RŽD und der früheren Sowjetischen Eisenbahnen (SŽD) bzw. des Verkehrswegeministeriums (MPS).

## Betriebsdaten und Organisation
Die Ostsibirische Eisenbahn mit Sitz in Irkutsk betreibt Eisenbahnstrecken der Spurweite 1520 mm (russische Breitspur) mit einer Betriebslänge von 3915 Kilometern in Ostsibirien (Oblast Irkutsk, Republik Burjatien und Region Transbaikalien, sowie einen kurzen Abschnitt in der Republik Sacha (Jakutien)).
Westlich schließt sich auf zwei Strecken die Krasnojarsker Eisenbahn an, östlich die Transbaikal-Eisenbahn und die Fernost-Eisenbahn. In Nauschki betreibt die Ostsibirische Eisenbahn einen Eisenbahngrenzübergang zur Mongolei.
2007 wurden 76 Millionen Tonnen Güter, 3,6 Millionen Passagiere im Fern- und 28,6 Millionen im Vorortverkehr befördert. Im gleichen Jahr hatte die Bahn 51.549 Beschäftigte. Chef der Filiale ist Anatoli Krasnoschtschok.
Die Ostsibirische Eisenbahn ist in vier Unterabteilungen (otdelenija) gegliedert: Taischet, Irkutsk, Ulan-Ude und Sewerobaikalsk.

## Geschichte
Die Ostsibirische Eisenbahn entstand am 3. März 1934, als die damalige Tomsker Eisenbahn mit einem Teil der Strecken der Transbaikal-Eisenbahn (Abschnitte östlich des Baikalsees auf dem Territorium Burjatiens) vereinigt wurde. Die Tomsker Eisenbahn hatte ihren Ursprung in der Mittel-Sibirischen, ab 1902 Sibirischen Eisenbahn, deren Strecke Krasnojarsk–Irkutsk – Teil der Transsibirischen Eisenbahn (Transsib) – am 1. Januar 1899 als erste Strecke der heutigen Ostsibirischen Eisenbahn offiziell in Betrieb genommen worden war.
Von 1936 bis 1961 und endgültig ab 1979 wurde die Krasnojarsker Eisenbahn aus der Ostsibirischen Eisenbahn ausgegliedert. 1961 wurde ein Teil der Strecken an die Westsibirische Eisenbahn abgegeben. 1996 übernahm die Ostsibirische Eisenbahn ihrerseits den westlichen, längeren Teil der zuvor selbständigen Baikal-Amur-Magistrale.
Die Elektrifizierung bei der Ostsibirische Eisenbahn begann 1956 mit der Inbetriebnahme des Transsib-Abschnittes Irkutsk–Sljudjanka mit 3000 V Gleichstrom. In Folge wurde die Elektrifizierung nach Westen fortgesetzt, bis sie 1960 in Sima auf den auf aus westlicher Richtung ab Mariinsk mit Wechselstrom 25 kV 50 Hz elektrifizierten Streckenabschnitt traf. Von Sljudjanka entlang des Baikalsees und weiter nach Osten wurde ebenfalls mit Wechselstrom elektrifiziert, und 1970 die Station Petrowski Sawod erreicht, womit die Elektrifizierung des Transsib-Abschnittes im Bereich der Ostsibirischen Eisenbahn abgeschlossen war. Der unbefriedigende Zustand eines mit Gleichstrom elektrifizierten Zwischenabschnittes dauerte bis 1995 an, als nach langwierigen Vorbereitungen die Fahrleitung auf den 434 Kilometern zwischen Sima und Sljudjanka innerhalb eines Tages auf Wechselstrom umgeschaltet wurde.

## Strecken
Die wichtigsten Strecke der Ostsibirische Eisenbahn sind:
- Transsibirische Eisenbahn (Abschnitt von Jurty westlich Taischet, Streckenkilometer 4489 (inklusive) bis Petrowski Sawod, km 5784 (exklusive); zweigleisig; elektrifiziert mit Wechselstrom 25 kV 50 Hz)
- Baikal-Amur-Magistrale (westlicher Abschnitt bis Chani, km 1864 (exklusive); zweigleisig bis zur Lena-Brücke östlich Ust-Kut, km 737; elektrifiziert mit Wechselstrom 25 kV 50 Hz bis Taksimo, km 1469)
- Transmongolische Eisenbahn (russischer Abschnitt Ulan-Ude–Nauschki; eingleisig; nicht elektrifiziert)

Von der Ostsibirischen Eisenbahn wird auch die Baikalbahn betrieben, eine ursprünglich zur Hauptstrecke der Transsibirischen Eisenbahn gehörende Verbindung mit aufwändiger Streckenführung entlang des Baikalsee-Südwestufers.